# Linhart starší Štampach ze Štampachu
Linhart starší Štampach ze Štampachu († 1608) byl český šlechtic z rytířského rodu Štampachů ze Štampachu. Zastával funkci hejtmana hradu Hasištejn a během svého života výrazně rozšířil rodový majetek, za jehož centrum si zvolil zámek Ahníkov.

## Rodina
Linhartovými rodiči byli Volf Štampach ze Štampachu († 1553) a Eliška z Doupova († 1597). Měl pět bratrů: Jana, Viléma, Vavřince, Erharta a Matyáše, ale ti zemřeli v mladém věku. Samotný Linhart se oženil dvakrát. První manželkou se stala Žofie Šmuhařová z Rochova a druhou Kateřina z Šertvic. S nimi měl řadu dětí, ale otce přežili jen synové Jan Rejchart, Linhart, Matyáš, Jan Jindřich a dcera Barbora. Starší synové Volf a Mikuláš zemřeli v zahraničí. Volf padl 5. srpna 1590 nejspíše přímo v boji s Turky na chorvatských hranicích a pohřben byl na území města Karlovac. Mikuláš zemřel 7. srpna 1590 na mor v Konstantinopoli během cesty do Svaté země. Sám Linhart zemřel v roce 1608.

## Majetek
Po rodičích Linhart zdědil statek Libouš, ke kterému postupně přikupoval další vesnice: Boleboř (1578), od Bohuslava Hasištejnského z Lobkovic Ahníkov (1578), panství Felixburg (1951) a Poláky (1596). V roce 1581 dosáhl u císaře Rudolfa II. propuštění ahníkovské tvrze z manské soustavy Hasištejna, na kterém sloužil jako hejtman. Vzápětí zahájil přestavbu tvrze na renesanční zámek, který se stal centrem štampašského panství. Na sklonku života přikoupil ještě Březno, od císaře Rudolfa sedm osmin Hasištejna (obojí roku 1606) a nakonec ještě Bystřici (1608).